# تحديق (مفهوم)

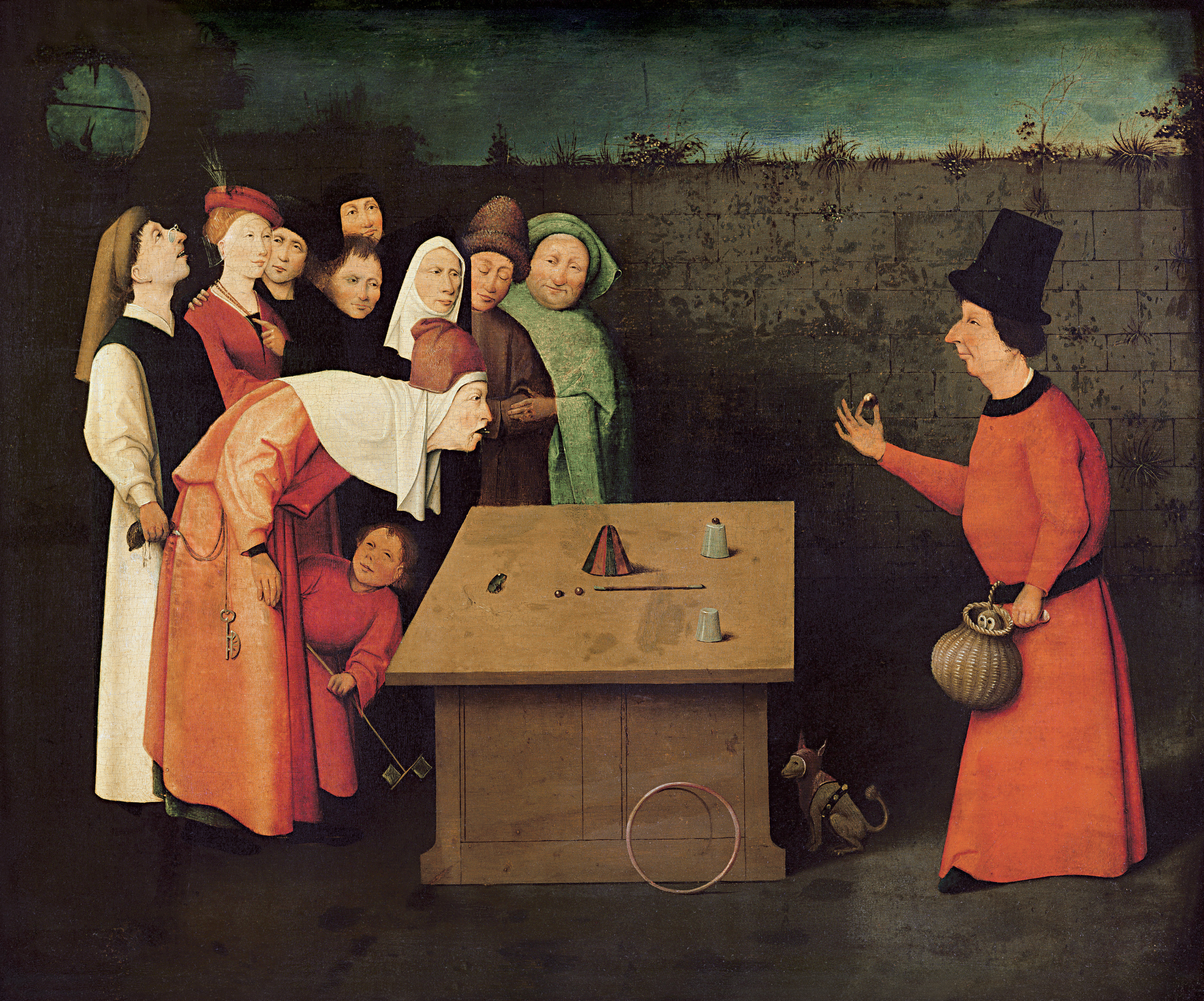
في لوحة المشعوذ للرسام هيرونيموس بوش، يظهر شخصٌ منحني وهو ينظر بثبات واهتمام وتركيز ثابت، بينما تنظر الشخصيات الأخرى في اللوحة في اتجاهات مختلفة، بعضها خارج اللوحة.

في النظرية النقدية وعلم الاجتماع والتحليل النفسي، فإن التحديق بالمعنى الفلسفي والمجازي هو وعي وإدراك الفرد (أو المجموعة) للأفراد الآخرين، أو المجموعات الأخرى أو الذات. وقد عرف من الفلاسفة الوجوديين والظاهريين مفهوم والتحديق وتطبيقاته الاجتماعية، فوصف جان بول سارتر التحديق (أو "النظرة") في كتاب الوجود والعدم (1943). وميشيل فوكو، في كتابه المراقبة والمعاقبة (1975)، وطور مفهوم التحديق لتوضيح ديناميكيات علاقات القوة الاجتماعية والسياسية والديناميات الاجتماعية لآليات الانضباط في المجتمع. أوضح جاك دريدا، في كتابه الحيوان الذي أنا عليه (المزيد في المستقبل) (1997)، العلاقات بين الأنواع الموجودة بين البشر والحيوانات الأخرى، والتي تنشأ عن طريق النظرة.

## التحليل النفسي
في نظرية التحليل النفسي لجاك لاكان، تغيرت نظرته للتحديق طوال فترة عمله. ففي البداية، استخدم لاكان المفهوم من خلال عمله التحليلي النفسي على مرحلة المرآة. تحدث مرحلة المرآة عندما يتعلم الطفل الذي يواجه المرآة أن لها مظهرًا خارجيًا. من الناحية النظرية، هذا هو المكان الذي يبدأ فيه الطفل الدخول إلى الثقافة والعالم. يدخل الطفل اللغة والثقافة من خلال تكوين صورة مثالية عن نفسه في المرآة. هذه الصورة هي شخص يمكن للطفل أن يتطلع إلى أن يكون مثله ويعمل من أجله. يمكن أيضًا ملء دور الأنا أو الذات المثالية من أشخاص آخرين في حياتهم مثل الآباء والأشقاء والمعلمين وما إلى ذلك.
ومع ذلك، في مقالاته اللاحقة، يشير لاكان إلى التحديق على أنها الشعور بالقلق من أن المرء يُراقب. وبشكل أكثر تحديدًا، يحدث ذلك عندما ينظر الكائن الذي يشاهده بطريقة ما إلى الوراء في الموضوع وفقًا لشروطه الخاصة. التأثير النفسي على الشخص الخاضع للتحديق هو فقدان الاستقلالية عند إدراكه أنه كائن مرئي. واستنتج لاكان أن التحديق وتأثيرات التحديق يمكن أن تنتج عن جسم جامد، وبالتالي فإن وعي الشخص بأي شيء يمكن أن يحفز الإدراك الذاتي لكونه أيضًا كائنًا في العالم المادي للواقع. تكمن الأهمية الفلسفية والنفسية للتحديق في التقاء الوجه والتحديق، لأنه لا يوجد سوى الناس مع بعضهم بعضاً.

## أنظمة القوة
يمكن فهم النظرة بمصطلحات نفسية: "التحديق يعني أكثر من مجرد النظر، إنه يدل على علاقة نفسية للقوة، يكون فيها المحدق متفوقًا على موضوع التحديق". في كتاب ممارسات البحث: مقدمة للثقافة المرئية (2009)، قالت ماريتا ستوركن وليزا كارترايت إن "النظرة [من الناحية النظرية] تُعد جزءاً لا يتجزأ من أنظمة السلطة، والأفكار حول المعرفة"؛ أن ممارسة التحديق هي الدخول في علاقة شخصية مع الشخص الذي ينظر إليه. تتناول مفاهيم فوكو عن البانوبتيكون وثنائية السلطة / المعرفة والسلطة على الحياة أنماط التنظيم الذاتي الشخصي التي يمارسها الشخص عندما يكون تحت المراقبة؛ تعديل السلوك الشخصي عن طريق المراقبة المؤسسية. في كتابه "سياسات النظرة: بين فوكو وميرلو بونتي"، جادل نيك كروسلي (1993) بأن وصف فوكو لسلطة البانوبتيكون فيها أوجه قصور التي تسمح لنا فلسفة موريس ميرلو بونتي بالتغلب عليها.
في كتاب ولادة العيادة (1963)، طبق ميشيل فوكو النظرة الطبية لأول مرة لوصف وشرح عملية البحث، كجزء من عملية التشخيص الطبي. ديناميات القوة غير المتكافئة بين الأطباء والمرضى؛ والهيمنة الثقافية للسلطة الفكرية التي يمنحها المجتمع للمعرفة الطبية ورجال الطب. في كتاب المراقبة والمعاقبة (1975)، يطور فوكو التحديق كأداة للسلطة تعتمد على الديناميكيات الاجتماعية لعلاقات السلطة، والديناميات الاجتماعية للآليات التأديبية، مثل المراقبة والتنظيم الذاتي الشخصي، مثل الممارسات في السجن والمدرسة.

## تحديق الرجال
استخدم مفهوم "التحديق الذكوري" لأول مرة من الناقد الفني الإنجليزي جون برجر في أساليب النظر، وهي سلسلة أفلام لهيئة الإذاعة البريطانية (بي بي سي) بثت في يناير 1972، ولاحقًا في كتاب، كجزء من تحليله لمعاملة مجردة للرسم الأوروبي. وصف برغر الفرق بين نظرة الرجال والنساء وكيف ينظر إليهم في الفن والمجتمع، ويؤكد أنه وُضع الرجال في دور المراقب ويجب النظر إلى النساء. انتقدت لورا مولفي، الناقدة السينمائية البريطانية والنسوية، بالمثل تمثيل وسائل الإعلام التقليدية للشخصية الأنثوية في السينما.
تناقش مولفي في مقالتها عام 1975 عن المتعة البصرية والسينما السردية، العلاقة بين النشاط والسلبية بالنسبة للجنس. في الأساس، تجادل مولفي بأن الذكورة مرتبطة بالنشاط، في حين أن الأنوثة مرتبطة بالسلب. علاوة على ذلك، تسلط الضوء على الرغبة والهوية بين الجنسين وكيفية ارتباطهما بالأدوار المخصصة للذكورة والأنوثة. هذا يضع عارض الفيلم في دور المذكر النشط ويقنع المشاهد برغبة المؤنث السلبي. لم يترك هذا مجالًا للنشاط الأنثوي والرغبة في الدور الذكوري النمطي. لعبت أفلام هوليوود إلى نماذج شهوة التلصص وشبق النظر. أصبح هذا المفهوم لاحقًا مؤثرًا في نظرية الأفلام النسوية والدراسات الإعلامية. بيرغر ومولفي وفوكو ربطوا جميعًا فعل النظرة الذي يلوح في الأفق ارتباطًا وثيقًا بالسلطة.

## تحديث الأنثى
جاء مصطلح "تحديق أنثوي" كرد فعل على المفهوم المقترح للتحديق الذكوري الذي صاغته لورا مولفي. على وجه الخصوص، إنه تمرد ضد المشاهدة التي تخضع للرقابة على عدسة ذكورية فقط ورغبة أنثوية بغض النظر عن هوية المشاهد الجنسية أو ميوله الجنسية. من حيث الجوهر، فإن الرغبة القسرية للأنوثة تعمل على محو الرغبة الأنثوية والجنس. في كتاب جوديث بتلر عام 1990 مشكلة الجندر، اقترحت فكرة النظرة الأنثوية كطريقة يختار بها الرجال أداء رجولتهم باستخدام النساء كرجال يجبرون الرجال على التنظيم الذاتي. رفضت المخرجة السينمائية ديبورا كامبماير فكرة تفضيل النظرة الأنثوية على التجربة الأنثوية. صرحت، "(F) أو أنا شخصياً، الأمر لا (يتعلق) بنظرة أنثوية. إنها التجربة الأنثوية. أنا لا أحدق، أنا أتحرك في الواقع عبر العالم، أشعر بالعالم عاطفياً وحسياً وفي جسدي."

## نظرة موضوعية
قُدّمت نظرية الشيئية النسوية لأول مرة من قبل باربرا فريدريكسون وتومي آن روبرتس في عام 1997. نظرية الشيئية هي إطار يحاول تسليط الضوء على التجارب التي تعيشها النساء على وجه الخصوص والتي تقع تحت عدسة التشيؤ الجنسي. تركز النظرية في المقام الأول من خلال منظور جنساني مختلف. وفقًا لفريدريكسون وروبرتس، فإن التشيؤ الجنسي يحدث كتجربة التعامل معها على أنها "جسد (أو مجموعة من أجزاء الجسم) تُقدر في الغالب لاستخدامها (أو استهلاكها من قبل) الآخرين". تجريد واحد من قدرتهم الجسدية والجنس، وكذلك الإنسانية.
ذكر فريدريكسون وروبرتس أن التشيؤ الجنسي أو تشيؤ التحديق يحدث في ثلاث ميادين: اللقاءات الشخصية أو الاجتماعية، والوسائط المرئية التي تصور اللقاءات الاجتماعية، وأخيراً الوسائط المرئية التي تصور الأجساد. تستلزم اللقاءات الشخصية والاجتماعية الحياة اليومية والتفاعلات مع الآخرين. تأتي التحديق الموضوعي في هذا السياق من مجرد النظر إلى الشخص ككائن أو للمتعة الجنسية فقط.
يعتمد المجالان في الإعلام المرئي على التصوير الإعلامي للجنس. نظرًا للعالم الثقيل الذي يركز على الإعلام الغربي في الثقافة الغربية، يتغذى الأفراد على إنتاج وسائل الإعلام ويسمحون لها بالتأثير على حياة الفرد وآرائه وتصوراته. يختلف الاثنان في كيفية تصوير الوسائط للسياقات المختلفة التي يحدث فيها التشيؤ. الأول يحدث في وسائل الإعلام مثل الإعلانات التي تصور المواقف الاجتماعية في حد ذاتها، والثاني يحدث في منصات وسائل الإعلام مثل وسائل التواصل الاجتماعي حيث يمكن عرض الجثث / أجزاء الجسم. السياق الثالث يحاذي المشاهد أيضًا بتشيؤ التحديق.
تتيح نظرية التشيؤ التحديق أيضًا حالة أو سمة من سمات التشيؤ الذاتي. يحدث تجسيد الذات عندما يتكيف المرء مع العيش في عالم حيث يُوضع التحديق الموضوعي عليه باستمرار وتطبيعها. يبدأ الفرد الذي طُبق تشيؤ التحديق عليه في رؤية نفسه من وجهة نظر الطرف الثالث لتشيؤ التحديق الغرض من تجسيد الذات هو الرد على التوقع المراد تجسيده. يمكن للفرد بعد ذلك تقييد الحركة أو السلوك الاجتماعي بطريقة تظهر نفسها على أنها مرغوبة. هذه مجرد استراتيجية تستخدم في محاولة لاستعادة بعض السيطرة الاجتماعية استجابة لفقدان السيطرة الذي يأتي مع النظرة الجنسية أو الموضوعية. على سبيل المثال، قد تصور المرأة نسخة مؤنثة من نفسها ردًا على النظرة الموضوعية.
على الرغم من أن نظرية التشيؤ التحديقالأصلية تركز بشكل أساسي على الآثار والنظريات المحيطة بالمرأة في دائرة الضوء من النظرة الشيئية، مع استخدام وسائل الإعلام، أصبح الرجال أيضًا موضوعيين بشكل متزايد.

## نظرة إمبريالية
قدمت إي آن كابلان مفهوم ما بعد الاستعمار للنظرة الإمبريالية، حيث يجد الملاحظون أنفسهم محددين من حيث مجموعة تفضيلات القيمة الخاصة بالمراقب المتميز. من وجهة نظر المستعمر، فإن النظرة الإمبريالية تصطدم بما يقع عليها من أطفال وتقلل من شأنها، مؤكدة على وظيفتها القيادية والترتيب كما تفعل ذلك.
يعلق كابلان: "تعكس النظرة الإمبريالية الافتراض بأن الموضوع الغربي الأبيض مركزي بقدر ما تفترض النظرة الذكورية مركزية الذات الذكورية".

## التحديق الأبيض
التحديق الأبيض هو الافتراض بأن القارئ أو المراقب الافتراضي يأتي من منظور شخص يعرف أنه أبيض، أو أن الأشخاص الملونين يشعرون أحيانًا بالحاجة إلى أخذ رد فعل القارئ أو المراقب الأبيض في الاعتبار. يصفه مؤلفو الألوان المختلفون بأنه صوت في رؤوسهم يذكرهم بأن كتاباتهم وشخصياتهم وخياراتهم في الحبكة سوف يُحكم عليها من قبل القراء البيض، وأن القارئ أو المشاهد، افتراضيًا، أبيض.

## التحديق المعارض
في مقالها عام 1992 بعنوان "التحديق المعارض: مشاهدة النساء السود"، عارض بيل هوكس فكرة لورا مولفي عن النظرة (الذكورية) من خلال تقديم النظرة المعارضة للمرأة السوداء. يوجد هذا المفهوم كمقابل لنظرة المتفرج الأبيض المعيارية. نظرًا لأن مقالة مولفي تضع في سياقها النظرة (الذكورية) وتجسيدها للمرأة البيضاء، تفتح مقالة هوكس "المعارضة [باعتبارها] نموذجًا رئيسيًا في التحليل النسوي" للنظرة "والأنظمة المحبة للنظر في الثقافة الغربية".

### تحديق ما بعد الاستعمار
أشار إدوارد سعيد لأول مرة باسم "الاستشراق"، ويستخدم مصطلح "تحديق ما بعد الاستعمار" لشرح العلاقة التي وسعتها القوى الاستعمارية إلى شعوب البلدان المستعمرة. ساعد وضع المستعمَر في وضع "الآخر" على تشكيل وإرساء هوية المستعمر باعتباره المنتصر القوي، وكان بمثابة تذكير دائم بهذه الفكرة.
تحديق ما بعد الاستعمار "لها وظيفة إنشاء علاقة الموضوع / الكائن... يشير عند نقطة الانبثاق إلى موقع الموضوع، وعند نقطة الاتصال به موقع الكائن ". في الجوهر، هذا يعني أن العلاقة بين المستعمِر والمستعمَر قد وفّرت الأساس لفهم المستعمر لذاته وهويته. يعتبر دور الاستيلاء على السلطة محوريًا لفهم كيفية تأثير المستعمرين على البلدان التي استعمروها، وهو مرتبط ارتباطًا وثيقًا بتطوير نظرية ما بعد الاستعمار. يسمح استخدام نظرية تحديق ما بعد الاستعمار للمجتمعات المستعمرة سابقًا بالتغلب على الحواجز الاجتماعية التي غالبًا ما تمنعها من التعبير عن حقوقها الثقافية والاجتماعية والاقتصادية والسياسية الحقيقية.

#### تحديق السائح الذكر
تنشأ الصورة السياحية من خلال الإنشاءات الثقافية والأيديولوجية ووكالات الإعلان التي يهيمن عليها الذكور. ما يمثله الإعلام يفترض نوعًا معينًا من السائحين: أبيض، غربي، ذكر، ومغاير للجنس، ويتميز بتحديق "الموضوع الرئيسي" على الآخرين. هذا هو تمثيل السائح النموذجي لأن أولئك الذين يقفون وراء العدسة والصورة والمبدعين هم في الغالب من الذكور والأبيض والغربيين. أولئك الذين لا يندرجون في هذه الفئة يتأثرون بتفوقها. من خلال هذه التأثيرات تكون الخصائص الأنثوية مثل الشباب، والجمال، والجنس، أو حيازة الرجل أمرًا مرغوبًا، بينما يُتوقع انتشار الصور النمطية التي تتكون من النساء الخاضعات والحسيات مع الرجال "الرجوليين" الأقوياء في الإعلانات.